# Jacob Obrecht
Jacob Obrecht (1457-1505) var en flamsk komponist der bl.a. skrev messer, motetter og chansoner samt verdslige værker.
Det er bevaret knapt 30 messer, både cantus firmus-messer og parodimesser, en håndfuld chansoner og en række motetter fra Obrechts hånd.
Hans stil er nederlandsk, men med en tidvis stærk italiensk indflydelse. Han har en forkærlighed for motivisk imitation og formfuldhed, som kommer til udtryk gennem gentagelser og brug af ostinato-teknikker.